# No More Mr. Nice Guy (canção)
No More Mr. Nice Guy é uma música do grupo de Hard Rock Alice Cooper, gravada em 1972 e lançada em 1973, incluída no álbum Billion Dollar Babies. Este single foi escrito por Alice Cooper e Michael Bruce, e alcançou a posição #25 nas paradas dos EUA e posição #10 nas paradas britânicas, assim ajudando o álbum Billion Dollar Babies a alcançar 1º posição no Reino Unido e nos EUA.
Alice Cooper regravou a canção e foi parar no Guitar Hero: Warriors of Rock.

## Faixas do single
1. "No More Mr. Nice Guy" - 3:06
2. "Raped and Freezin'" - 3:19

## Créditos
- Alice Cooper - vocal
- Glen Buxton - guitarra solo
- Michael Owen Bruce - guitarra base
- Dennis Dunaway - baixo
- Neal Smith  - bateria

## Paradas musicais
| Parada (1972)                                  | Posição |
| ---------------------------------------------- | ------- |
| Áustria (Ö3 Austria Top 75)                    | 14      |
| Canada (RPM)                                   | 38      |
| O campo songid é OBRIGATÓRIO PARA PARADA ALEMÃ | 10      |
| Ireland (IRMA)                                 | 18      |
| Países Baixos (Dutch Top 40)                   | 6       |
| United Kingdom (The Official Charts Company)   | 10      |
| US Billboard Hot 100                           | 25      |

## Covers
O grupo Heavy Metal, Megadeth regravou o single para ser usado como trilha sonora do filme Shocker, de 1989. Este single foi utilizado também no show de TV Family Guy, no episódio "Jungle Love".